# 유네스 카불
유네스 카불(Younès Kaboul, 1986년 1월 4일)은 프랑스의 전 축구 선수이다. 현역 시절 포지션은 수비수였다.

## 클럽경력

### AJ 옥세르
유네스 콩 카불 AJ 옥세르에서 자신의 경력을 시작하고 2006년 클럽 정기이었다. 그뿐만 아니라 UEFA컵 유럽 축구 경험을 가진 것으로, 2005년에 쿠페 드 프랑스를 이겼다. 그는 자신의 뛰어난 태클 능력, 좋은 판단력과 강도로 인해 AJ 옥세르의 '다시 뼈'로 알려져 있었다. 그는 또한 AJ 옥세르에 대한 승리를 확정 몇 가지 주요 목표를 점수 알려졌다.

### 토트넘 홋스퍼 FC
2007년 7월 5일 토트넘 홋스퍼 FC를 위해 그는 신속하게 800만의 좋아하는 팬이 된 경기장에서 자신의 능력과 침략에 대한 존경. 그는 그의 첫 번째 게임을 7월 12일 세인트 패트릭의 운동에 친화적인 경기를 한다.
카불은 2007-08 시즌 첫 날에 선덜랜드 AFC에 1-0 손실 방어의 중심에, 안토니 가드너와 함께 시작하여 프리미어리그에 데뷔했다. 카불은 풀럼 FC을 상대로 9월 1일에 토트넘 시즌 첫 골을 성공했다. 그는 아노르토시스에 6-1 승리 첫 번째 목표를 연명 년 9월 20일에, 토트넘 홋스퍼 FC에 대한 그의 유럽 무대에 다시 기록했다. 10월 1일 클럽의 125 주년에, 카불은 4-4 토트넘 홋스퍼 FC 수준을 끌어 4-1에서 놀라운 컴백을 완료했고 애스턴 빌라에 대한 정지 시간에 이퀄라이저 후반 득점. 2008년 2월 8일에 더비 카운티 멀리 옆으로 그의 복귀는 그 시즌의 네 번째 골을 보았다. 스퍼스는 2008년 풋볼 리그에서 첼시를 상대로 그는 여분의 시간 대신해서 컵 결승. 카불은 클럽에 그의 초기 주문에 토트넘 29 모습을, 4 골을 넣었다.
토트넘의 주장이 됐으나 다이어, 파치오 등에 밀려 최근 경기에 출전하지 못하고 있다.

### 선덜랜드 AFC
한국시간으로 2015년 7월 17일, 선덜랜드 AFC로 영입됨을 발표하였다.

## 국가대표 경력

### 팀 수상 경력
AJ 옥세르
- 쿠프 드 프랑스 (1) : 2004-05

토트넘 홋스퍼 FC
- 풋볼 리그 컵 (1) : 2007-08